# Červci
Červci (Coccoidea) jsou nadčeleď hmyzu patřící mezi polokřídlé, společně s merami, mšicemi a molicemi jsou řazeni mezi mšicosavé.

## Charakteristika
Na světě existuje asi 2 250 druhů červců, z toho v ČR žije asi 150. Jsou to rostlinní parazité, živí se rostlinnými šťávami. Přestože jsou jedněmi z nejvýznamnějších škůdců, poskytují také barviva používaná k barvení textilu a v kosmetice. Mimo barviv jsou jihoasijští červci také zdrojem šelaku. Vyznačují se viditelným pohlavním dimorfismem. Samice jsou vždy bezkřídlé, tykadla a nohy jim často chybí nebo jsou redukovány. Samci mají zakrnělý druhý pár křídel nebo jsou zcela bezkřídlí. Tělo červců je měkké, obrvené, 3–4 mm dlouhé. Pokrývá ho štítek z vosku vylučovaného voskovými žlázami, méně často hedvábný. Někteří červci jsou živorodí, jiní kladou vajíčka.

## Někteří zástupci
- Toulice skleníková (Orthezia insignis)
- Toulice kopřivová (Orthezia urticae)
- Červec český (Heliococcus bohemicus)
- Červec javorový (Phenacoccus aceris)
- Červec bukový (Cryptococcus fagisuga)
- Červec jilmový (Gossyparia spuria)
- Červec jasanový (Pseudochermes fraxini)
- Štítěnka zhoubná (Diaspidiotus perniciosus)
- Puklice švestková (Parthenolecanium corni)